# 王怡 (排球运动员)
王怡（1973年5月25日—），上海人，中国女子排球运动员。场上司职副攻，身高1米89。其父母均在体育系统工作。
王怡在辽宁籍主攻手肖建华（1米90）因病退出国家队后一直是中国女排场上第一高度。她的进攻实力一般，但拦网和防守均较为出色。她在1995年女排世界杯和1996年亚特兰大夏季奥林匹克运动会中，作为主力副攻参加了女子排球比赛并分别获得铜牌和银牌。在首届中国女排职业联赛（1996-1997）中，王怡荣膺当届联赛MVP。
1994年，王怡就曾和时任主帅粟晓峰因训练强度发生过矛盾。1997年，王怡因在上海队耍大牌，搞特殊化，加上同位置上的吴咏梅的迅速崛起而未进入当年的国家队集训名单。1998年世锦赛前夕，时任主力副攻的赖亚文因严重肝病入院治疗，郎平亲赴上海劝说王怡归队，在已经口头承诺归队的情况下，又擅自前往美国留学，给当时缺兵少将的中国女排备战带来了极大的困难，使得当时已经年近三十岁的赖亚文不得不在身体尚未完全康复的情况下出战。
她于2002年在加州贝尔蒙特市的那慕尔圣母大学（Notre Dame de Namur University）获得企业经济学学士学位。此后王怡曾在美国多所大学排球队担任助理教练。